# Dragon Quest VII: Frammenti di un mondo dimenticato
Dragon Quest VII: Frammenti di un mondo dimenticato (ドラゴンクエストVII エデンの戦士たち?, Doragon Kuesuto Sebun Eden no Senshi-tachi, lett. "Dragon Quest VII: I guerrieri dell'Eden") è un videogioco di ruolo alla giapponese sviluppato da ArtePiazza e pubblicato da Enix per PlayStation nel 2000. Un remake completamente in 3D (e con alcuni extra) è stato distribuito in Giappone il 7 febbraio 2013 per Nintendo 3DS. Il 13 novembre 2015 è stato annunciato che il remake uscirà anche in Nord America ed Europa nel corso del 2016. Fa parte della popolare serie di videogiochi di ruolo Dragon Quest.

## Trama
La storia inizia quando il padre del protagonista tornato da un viaggio, trova un frammento di mappa, grazie a questa mappa il nostro Eroe e il suo migliore amico Kiefer cioè il principe di Estard scoprono che in passato, nel loro mondo non esisteva soltanto l'isola di Estard, infatti, c'erano altri continenti. I due trovano un modo per viaggiare indietro nel tempo e in questo viaggio (dove li seguiranno anche altri personaggi) il loro obiettivo è quello di ripristinare il mondo alle sue origini e far comparire tutti i continenti. 

## Modalità di gioco
Dragon Quest VII è meglio conosciuto per le sue enormi dimensioni. Senza completare missioni secondarie del gioco, Dragon Quest VII può richiedere un centinaio di ore o più. In termini di gameplay, non è cambiato molto dai titoli precedenti; le battaglie si combattono nella classica modalità a turni da una prospettiva in prima persona. Le sequenze di battaglia non sono state rese in 3D, bensì sono raffigurate in 2D. È stata inserita la capacità di parlare con i personaggi del gruppo all'interno e al di fuori di battaglie. Essi offrono consigli su strategie di battaglia e punti della trama, o semplicemente commentare come si sentono in un dato momento. Ci sono quattro modi e mezzi di locomozione: piedi, in barca, tappeto magico e con la SkyStone. Ognuno di questi può muoversi su un terreno diverso.
Come la maggior parte degli altri titoli, questo gioco ha diversi mini-giochi come quello nella Città Immigrant, dove il giocatore può reclutare persone da varie città per poi farle trasferire li ad Immigrant, che cambia a seconda del tipo di persone che ci vivono (ad esempio diversi commercianti porteranno più negozi per la città). Una caratteristica di rilievo nella maggior parte dei giochi di Dragon Quest è il casinò. Poker, slot machines, e altri vari giochi possono essere riprodotti in Dragon Quest VII.